# 竹丛鼠属
竹丛鼠属（学名：Olallamys）是啮齿目棘鼠科中的一属，分布于南美洲的安第斯山，包含2种：
- 白尾竹丛鼠（Olallamys albicauda）
- 贪竹丛鼠（Olallamys edax）